# فابریس لوکینی
فابریس لوکینی (به فرانسوی: Fabrice Luchini) متولد ۱ نوامبر ۱۹۵۱) بازیگر فرانسوی است.

## بخشی از فیلمشناسی
از معروف او می‌توان به آثار زیر اشاره کرد.
- امپراطوری از پاریس (۲۰۱۸)
- خلیج سست (۲۰۱۶)
- آستریکس و اوبلیکس: خدا حافظ خاک بریتانیا (۲۰۱۲)
- در خانه (۲۰۱۲)
- جما باوری (۲۰۱۴)
- پاریس (۲۰۰۸)
- یک روز در موزه (۲۰۰۸)
- گوژپشت (۱۹۹۷)
- هوایی چنان پاک (۱۹۹۷)
- بومارشه، گستاخ (۱۹۹۶)
- مردان، زنان: یک راهنمای کاربری (۱۹۹۶)
- بازگشت کازانووا (۱۹۹۲)
- اورانوس (۱۹۹۰)
- امانوئل ۴ (۱۹۸۴)
- حکایت‌های غیراخلاقی (۱۹۷۴)
- زانوی کلر (۱۹۷۰)